# بازاریابی کالا
بازاریابی کالا فرایندی از ترویج و فروش کالا به مشتریان است. تعریف بازاریابی کالا متشکل از انجام عملی بین توسعه محصول و افزایش شناخت برند می‌باشد. برای مثال یکی از وظایف مدیریت کالا سر و کار داشتن با اصول اصلی توسعه محصول جدید در شرکت است در حالی که بازاریابی کالا شامل ارائه کردن محصول به مشتریان احتمالی است.